# Route départementale 3 (Haute-Vienne)
Pour les articles homonymes, voir Route départementale 3.
La route départementale RD 3 abrégée en D3 est une route départementale de la Haute-Vienne, qui relie Cognac-la-Forêt à Bellac.

## Communes Traversées
Cognac-la-Forêt • Saint-Victurnien • Oradour-sur-Glane • Cieux • Blond • Bellac